# Babiana fragrans
Babiana fragrans es una especie de planta fanerógama de la familia Iridaceae. Es un endemismo de la Provincia del Cabo en Sudáfrica. 

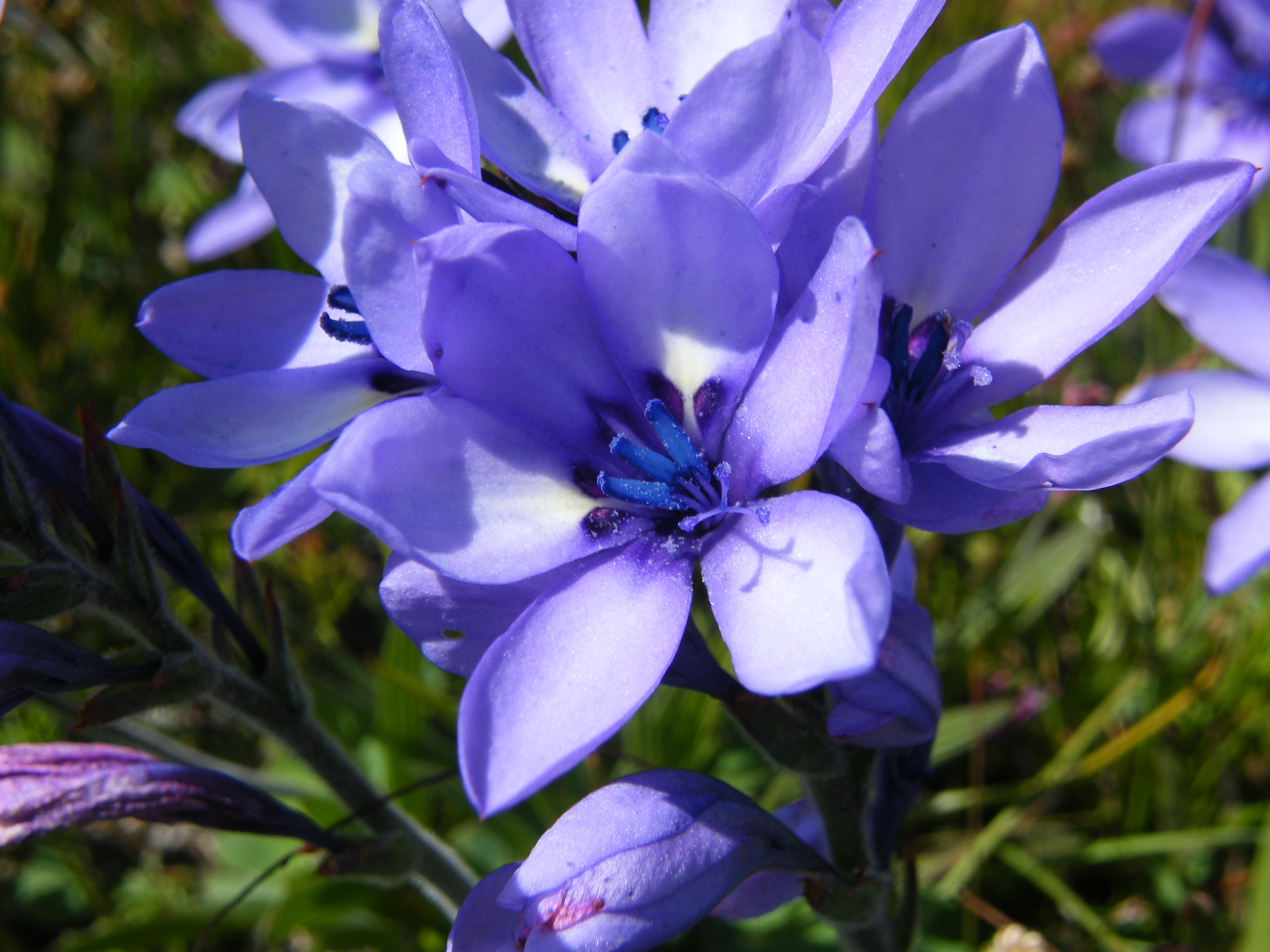
Flores

## Descripción
Es una planta con hojas de 5-6 cm, con un pecíolo de 2-4 cm de largo; flores fragantes, dispuestas en una espiga simple o bifurcada generalmente más cortas que las hojas; con pedúnculo y raquis cabelludo; espata exterior  oblongo-lanceolada, peluda;   perianto lila o rojo, con un tubo que iguala la espata y segmentos oblongo-unguiculados desiguales; estambres con la mitad de largo que el perianto de las extremidades; ramas aplanadas en la punta.

## Taxonomía
Babiana fragrans fue descrita por (Jacq.) Steud. y publicado en Nomenclator Botanicus ed. 2, 2: 176. 1840.
Etimología
Ver: Babiana
fragrans: epíteto latíno que significa "fragante"
Sinonimia
- Babiana disticha Ker Gawl.
- Babiana fragrans (Jacq.) Goldblatt & J.C. Manning
- Babiana lilacina Eckl.
- Babiana plicata Ker Gawl.
- Babiana punctata Klatt
- Babiana reflexa (Licht. ex Roem. & Schult.) Ker Gawl.
- Gladiolus distichus (Ker Gawl.) Roem. & Schult.
- Gladiolus fragrans Jacq.
- Gladiolus plicatus Thunb.
- Gladiolus plicatus Jacq.
- Gladiolus reflexus Licht. ex Roem. & Schult.[4]